# 32-га окрема артилерійська бригада (Україна)
32-га окрема артилерійська бригада морської піхоти (32 ОАБр, в/ч А1325) — з'єднання берегових ракетно-артилерійських військ берегової оборони Морської піхоти України.

## Історія
Формування нової реактивної артилерійської частини (військової частини А1325) у складі Військово-Морських Сил Збройних Сил України розпочалося восени 2015 року на підставі спільних директив Міністерства оборони України та Генерального штабу Збройних Сил України.Формування відбувалося на основі реактивного артилерійського дивізіону «Градів» майора Романа Откидача, який був виведений зі складу 406-ї артилерійської бригади, колишньої 406-ї окремої берегової артилерійської групи, передислокованої з Автономної Республіки Крим у 2014 році після окупації півострова.
У грудні 2015 року на доукомплектування військової частини прибули військовослужбовці, призвані за частковою мобілізацією з 27-ї артилерійської бригади Сухопутних військ. Це дало можливість розпочати формування дивізіонів, оснащених БМ-27 «Ураган».[джерело?]
Взимку 2015-16 року реактивні артилерійські підрозділи, озброєні РСЗВ «Град», провели низку тактичних навчань з бойовою стрільбою, а в березні 2016 року на полігон вперше вийшли підрозділи, озброєні РСЗВ «Ураган».[джерело?]
Формування військової частини було завершене 31 березня 2016 року, а вже у серпні того ж року підрозділи частини приступили до виконання бойових завдань у визначених районах.[джерело?]
У квітні 2016 року військову частину очолив полковник Олег Блануца, начальник артилерії 72 ОМБр.[джерело?]
У 2018 році на базі 137-го окремого батальйону морської піхоти та артилерії, переданої зі складу 32-го реактивного артилерійського полку було утворено 35-ту окрему бригаду морської піхоти.

### Російське вторгнення 2022 року
У липні 2022 року на озброєння полку надійшли українські РСЗВ «Буревій».
В серпні 2024 року бригада отримала українські САУ «Богдана» калібру 155 мм.

## Структура
- управління (в тому числі штаб)[6]
- комендантський взвод
- батарея управління
- 1-й реактивний артилерійський дивізіон (9К57 «Ураган»)
- 2-й реактивний артилерійський дивізіон (9К57 «Ураган»)[7]
- інженерна рота
- рота матеріального забезпечення
- ремонтна рота
- рота охорони
- взвод радіаційного, хімічного, біологічного захисту
- інформаційно-телекомунікаційний вузол
- інші підрозділи

## Оснащення
- 2С22 «Богдана»[8]

## Командування
- 2015—2016: майор Роман Откидач[2]
- 2016—2018: полковник Блануца Олег Олександрович[джерело?]
- з 2018: полковник Могильний Володимир Миколайович

## Втрати
- 12 липня 2017 — Клусов Максим Олегович, солдат. Загинув в ДТП.[9]